# (17693) Wangdaheng
Wangdaheng (asteroide n.º 17693) es un asteroide de la cinturón principal, a 2,6860862 UA. Posee una excentricidad de 0,1002676 y un período orbital de 1 884,08 días (5,16 años).
Wangdaheng tiene una velocidad orbital media de 17,23810281 km/s y una inclinación de 10,11609º.
Este asteroide fue descubierto en 15 de febrero de 1997 por BSCAP.